# セネガル人の一覧
セネガル人の一覧
セネガル出身者、セネガル国籍を持つ人物についての一覧である。

## スポーツ選手

### サッカー
- アリウ・シセ (Aliou Cissé)
- ハビブ・ベイェ (Habib Beye)
- アンリ・カマラ (Henri Camara)
- イシアル・ディア (Issiar Dia)
- パプ・ムッサ・ディアカテ (Pape Moussa Diakhat?)
- パパ・ブバ・ディオプ (Papa Bouba Diop)
- エル＝ハッジ・ディウフ (El Hadji Diouf)
- ディオマンシ・カマラ (Diomansy Kamara)
- ママドゥ・ニアン (Mamadou Niang)
- ムスタファ・バヤル・サール (Moustapha Bayal Sall)
- サディオ・マネ (Sadio Mané)
- イドリッサ・ゲイェ (Idrissa Gueye)

### バスケットボール
- デュサガナ・ディオプ (DeSagana Diop)
- ムサ・ンバイ (Moussa Mbaye)
- ドンゴ・ヌジャイ (Ndongo N’diaye)
- ファイ・パプ・ムール (Faye Pape Mour)
- シェイク・ムボジ (Cheikh Mbodj)

### ボクシング
- ルイ・ファル (Louis Phal)
- バトリング・シキ (Battling Siki)

### 陸上
- アマドウ・ディア・バ (Amadou Dia Ba)
- アミー・ムバケ・ティアム (Amy Mbacke Thiam)

## 作家
- マリマ・バ (Mariama Bâ)
- アリュン・ジョップ (Alioune Diop)
- ファトゥ・ジョム (Fatou Diome)
- シェイ・アミドゥ・カヌ (Sheikh Hamidou Kane)
- ウスマン・センベーヌ (Ousmane Sembène)
- レオポルド・セダール・サンゴール (Léopold Sédar Senghor)

## 映画
- ウスマン・センベーヌ (Ousmane Sembène)
- ジブリル・ジオップ・マンベティ(Djibril Diop Mambéty)
- サフィ・ファイ (Safi Faye)

## 歴史家
- シェイ・アンタ・ジョップ (Cheikh Anta Diop)
- ポラン・ヴィエイラ (Paulin Vieyra)

## 音楽家
- エイコン (Akon)
- バーバ・マール (Baaba Maal)
- ババカル・ジェーン (Babacar Dieng)
- イスマイル・バジョ (Ismail Bajo)
- モラ・シラ (Mola Sylla)
- チョーン・セック (Thione Seck)
- ユッスー・ンドゥール (Youssou N'Dour)
- シェイク・ロー (Cheikh N'Digel Lô)
- ンジャセ・ニャン (N'Diassé Niang)
- ラティール・シー（Latyr Sy）

## 政治家
- アマス・ダンソホ (Amath Dansokho)
- ママドゥ・ジャ (Mamadou Dia)
- ブレーズ・ジャーニュ (Blaise Diagne)
- アブドゥ・ディウフ (Abdou Diouf)
- ラミン・ゲイ (Lamine Guèye)
- アマドゥ・マハタール・ムボウ（Amadou-Mahtar M'Bow) - ユネスコ事務局長
- セゴレーヌ・ロワイヤル (Segolene Royal)
- イドリサ・セック (Idrissa Seck)
- レオポルド・セダール・サンゴール (Léopold Sédar Senghor)
- ウマル・タル (Umar Tal)
- アブドゥライ・ワッド (Abdoulaye Wade)

## その他
- ンバイ・バディエンヌ1世 (Mbaye Badiane I)王 （サルーム (Saloum)
- ババカル・ンボッジ1世 (Babacar Mbodji I)王（ガンジャイ (Gandiaye)）
- シェイ・サール (Cheikh Sarr)
- ソフィー・オノ (Sophie Ono Traore)
- マリー・ンディアイ (Marie NDiaye )　セネガル人を父に持つゴンクール賞、フェミナ賞受賞作家
- コウダイ・ウエムラ (Kodai Uemura )